# Instant messaging

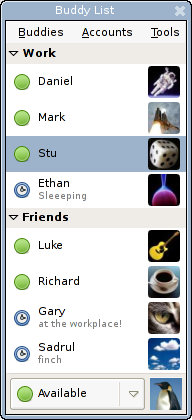
Ukázka prostředí chatovací aplikace

Instant messaging (zkratka IM), česky také služba pro okamžité zasílání zpráv, je internetová služba, umožňující svým uživatelům sledovat, kteří jejich přátelé jsou právě připojeni, a dle potřeby jim posílat zprávy, chatovat, přeposílat soubory mezi uživateli a i jinak komunikovat. Hlavní výhodou oproti používání např. e-mailu spočívá v principu odesílání a přijímání zpráv v reálném čase. Jinými slovy zpráva je doručena ve velmi krátké době od odeslání (většinou v rámci stovek milisekund).

## Výhody
Instant messaging zrychluje sociální komunikaci a umožňuje snadnou spolupráci mezi více lidmi. Na rozdíl od e-mailu nebo telefonu druhá strana ví, zda je účastník k dispozici či nikoliv. Většina IM systémů umožňuje nastavit away message, tedy zprávu, podle které lze zjistit, zda je uživatel přítomen přímo u svého počítače. Na druhou stranu uživatele nikdo nenutí, aby na zprávy odpovídali ihned. Tímto způsobem se IM komunikace stává méně vyrušující než třeba telefon a to je částečný důvod, proč je tento způsob komunikace stále více oblíben v obchodním prostředí. Instant messaging je ideální pro rychlou výměnu internetových adres, kusů zdrojového kódu a dalších věcí, které se např. v telefonní komunikaci špatně přenášejí.

## Historie
První IM službou byla síť IRC (Internet Relay Chat), která vznikla v roce 1988. Širokou adopci v netechnické veřejnosti způsobil program ICQ izraelské firmy Mirabilis představený v roce 1996. Díky jeho velmi rychlému růstu se stal hrozbou pro komerční IM síť amerického poskytovatele internetového připojení AOL Instant Messenger, který na to zareagoval zakoupením firmy Mirabilis. Během několika let bylo vyvinuto mnoho alternativních IM klientů (Yahoo! Messenger, MSN Messenger, Excite, Ubique, či bezpečnější program Lotus Sametime od firmy IBM), každý s vlastním protokolem (pochopitelně navzájem nekompatibilním). Uživatelé proto museli provozovat několik klientů simultánně. S velkým úspěchem se proto setkaly multiprotokolové klienty jako Digsby, Pidgin (dříve Gaim), Miranda, Trillian, SIM nebo Kopete. S ICQ je také kompatibilní nenáročný ruský klient QIP, který podporuje pouze tuto síť (v nové verzi QIP Infium už podporuje i síť XMPP a XIMSS). Rozdíly mezi protokoly stírá otevřený XMPP protokol pro IM, který dokáže mimo jiné pomocí takzvaných transportů komunikovat i s ostatními sítěmi.

## Klienti
Každá moderní instant messaging služba poskytuje vlastního klienta buď ve formě samostatného software, nebo ve webovém prostředí. Většinou pak fungují pouze v rámci služby výrobce, přestože mohou podporovat i funkce dalších služeb (například sociální sítě). Existují i univerzální klienti, kteří podporují většinu současných IM služeb a protokolů, z nejznámějších Adium, Empathy, Miranda IM, Pidgin a Trillian.

## Webové rozhraní
V roce 2002 představili tvůrci ICQ webovou verzi jejich komunikátoru, která nevyžadovala stažení a instalací žádného softwaru. Později tento krok napodobila společnost Yahoo a někteří poskytovatelé elektronické pošty, kteří rovněž implementovali instant messaging do webového poštovního rozhraní (Google, Yahoo, Hotmail), většinou omezený pouze na zasílání textových zpráv, ačkoli Google nabídl i videohovory. Od roku 2010 pak i možnost volání na klasická telefonní čísla.

## Mobilní Instant Messaging
Mobilní instant messaging (MIM) je služba, která umožňuje přístup k instant messengerům z mobilních zařízení, od standardních telefonů až po zařízení smartphone a tablety (tedy zařízení s operačním systémem například Android, iOS, Windows Phone) a to pomocí samostatných klientů vytvořených zvlášť pro každou platformu a nebo díky takzvané bezklientní platformě, webovému rozhraní. Výhodou webového rozhraní je možnost připojení v podstatě jakéhokoli zařízení z jakékoli sítě bez ohledu na použitý operační systém.

## Interoperabilita
Standardně IM aplikace nabízejí funkce jako přenos dat, uchovávání seznamu uživatelů nebo provozování několik nezávislých konverzací zároveň. Pro malé společnosti (ve firemním využití) jsou tyto funkce dostačující, nicméně velké společnosti vyžadují rovněž spolupráci s dalšími sofistikovanými aplikacemi. Řešení nabízejí podnikové aplikace podporující instant messaging například protokol XMPP, Lotus Sametima, Microsoft Office Communicator a další, které jsou většinou implementovány v jiných podnikových aplikacích.
V minulosti bylo několik pokusů o vytvoření jednotného standardu pro instant messaging: SIP, SIMPLE, APEX, IMPP a XMPP. Většina těchto pokusů ale selhala, a tak největší poskytovatelé služby instant messaging (AOL, Yahoo, Microsoft) i nadále používali vlastní protokoly.
Nicméně v září 2003 podepsala agentura Reuters první dohodu o propojení této služby. Ta umožnila uživatelům AIM, ICQ a MSN Messengeru chatovat s uživateli Reuters Messaging a obráceně. Na základě této dohody se Microsoft, Yahoo! a AOL uzavřeli další, která dovolila uživatelům Microsoft Live Communications Server 2005 chatovat s uživateli veřejných, komerčních klientů. Dohoda rovněž stanovila SIP/SIMPLE protokol jako standard pro interoperabilitu a stanovila poplatek za propojení do veřejních IM služeb.
Microsoft se v roce 2005 samostatně dohodl s Yahoo! o propojení svých IM služeb na základě protokolu SIP/SIMPLE což následovala dohoda Google s AOL o možnosti komunikace uživatelů AIM a ICQ s uživateli Google Talk.
Existují dva způsoby jak propojit několik odlišných protokolů:
- Zahrnout protokoly přímo do klientů
- Zahrnout protokol do serverových aplikací. Tento přístup přesouvá povinnost komunikace s ostatními protokoly na stranu serveru, nikoli klienta.

Některé přístupy dovolují organizacím vytvořit vlastní privátní instant messaging síť díky možnosti nastavení omezeného připojení k serverům (navíc jsou tyto sítě často za firemním firewallem) a spravováním uživatelských oprávnění. Některé firemní systémy dovolují uživatelům připojení i mimo firemní síť použitím šifrovaného spojení na základě HTTPS protokolu. Obvykle mají tyto firemní řešení několik výhod, například automaticky vygenerovaný seznam uživatelů, vlastní autorizace a lepší zabezpečení a soukromí.
Poskytovatelé IM služeb se ale díky častým změnám v protokolech snažili zabránit připojení multiprotokolových klientů do jejich sítí a tak například tvůrci Trillianu museli často vydávat patche aby se mohli uživatelé připojit do sítí MSN, AOL a Yahoo. Poskytovatelé tyto změny argumentovali formálními dohodami a obavami zabezpečení.
Používání vlastních protokolů ale nakonec vedlo k nekompatibilitě a uživatelé neměli možnost komunikovat s uživateli jiných sítí, a bylo nutné mít několik účtů zároveň. To je taky jeden z důvodů vzestupu sociálních sítí, které mají instant messaging jako jednu z funkcí, kde díky použití webového rozhraní tento problém odpadá (například Facebook).

## Jazyk IM
Uživatelé často používají zkratky běžných slov nebo výrazů, aby zmenšili nutný počet úhozů k napsání zprávy a tím komunikaci urychlili. Tento jazyk se celosvětově rozšířil, například výraz 'lol', a bývá používán i v osobní, přímé komunikaci.
Emoce jsou často vyjádřeny právě podobnými zkratkami jako LOL (laughing out loud), BRB (be right back) nebo TTYL (talk to you later).
V poslední době se můžeme setkat se snahou o přesnější vyjádření emocí v instant messagingu a přímé výrazy pro emoce, většinou v závorkách se zprávou jako například (eye-roll), (snort), jsou stále populárnější. Je zde také snaha o jakési standardizování konverzace, kdy například znak # značí sarkazmus a *, která znamená opravený překlep z předchozí zprávy.

## Rizika IM
Ačkoli instant messaging přináší mnoho výhod, společně s nimi přináší i některá rizika, zvlášť při používání na pracovištích. Mezi tyto rizika patří:
- Bezpečnostní rizika
- Legislativní rizika
- Nevhodné užití
- Vyzrazení obchodních tajemství

### Bezpečnostní rizika
Crackeři odjakživa využívali IM sítě pro phishing útoky, zasílání škodlivých URL odkazů a souborů obsahující viry. Nejčastějším způsobem šíření virů bylo zaslání důvěryhodného textu s odkazem na webovou stránku, ze které se po přístupu na ni okamžitě stáhl virus, který se nadále šířil rozesíláním stejné zprávy z odkazem na škodlivý soubor všem lidem uloženým v uživatelském seznamu. Takovýto útok dokázal napadnout desítky tisíc uživatelů během krátké chvíle, vzhledem k tomu, že zasílal zprávy jménem důvěryhodných uživatelů.
IM konverzace rovněž probíhají pouze za pomoci textu, což je dělá zranitelné vůči odposlouchávání. Některé IM klienti rovněž vyžadují otevření UDP portů, což rovněž zvyšuje určité bezpečnostní riziko.

### Legislativní rizika
Použitím instant messagingu na pracovištích vznikají i legislativní rizika v závislosti na zákony a regulace o elektronické komunikaci na pracovišti. Jen v USA existuje přes deset tisíc zákonů a regulaci spojených s elektronickou komunikací a uchováváním záznamů.
Mnoho ostatních států má firemní elektronickou komunikaci právně upravenou podobně jako USA. Nejčastější omezení v souvislosti s IM službou na pracovišti je povinnost uchovávat obchodní komunikaci.

### Nevhodné užití
Všechny společnosti se musí chránit oproti nevhodnému užití IM jejich zaměstnanci. Neformálnost, bezprostřednost a pocit anonymity často vybízejí ke zneužití IM na pracovišti. Téma nevhodného užití IM zaplnilo titulní strany médií v roce 2006, kdy americký kongresman Mark Foley rezignoval na svůj post když přiznal, že zasílal urážlivé sexuálně tematické zprávy nezletilé osobě, která pracovala v kongresu v rámci programu United States House of Representatives Page, ze svého pracovního počítače v kongresu. Na základě toho media vydaly několik článků ohledně nevhodného užití IM na pracovištích.
Ve většině zemích mají společnosti právní odpovědnost zajistit pro své zaměstnance prostředí bez jakéhokoli obtěžování. Za používání firemních počítačů, sítě a softwaru k obtěžování osob nebo k šíření nevhodných zpráv a vtipů odpovídá tedy nejen samotná osoba, ale i společnost. V průzkumu, který provedla společnost Akonix Systems v roce 2007, přiznalo 31% dotázaných, že byli na pracovišti obtěžování přes IM. Společnosti nyní zahrnují instant messaging jako jednu z částí u zásad správného užití, společně s internetem a emailem.

## Bezpečnost a archivace
Na začátku nového tisíciletí vznikl nový obor IT zabezpečení a sice poskytování ochrany pro společnosti, které se rozhodly používat IM pro obchodní komunikace. Tito poskytovatelé vytvořili nový software instalovaný ve firemních sítích sloužící pro archivaci, prohledávání obsahu a prohledávání kvůli bezpečnosti veškeré příchozí i odchozí IM komunikace v rámci sítě, fungující podobně jako filtrování elektronické pošty, a to z výše popsaných důvodů.
Poptávka po této službě rapidně s nástupem IM jako prostředkem pro obchodní komunikaci.

## Uživatelská základna
| název klientu      | společnost               | počet uživatelů                                                            |
| ------------------ | ------------------------ | -------------------------------------------------------------------------- |
| Discord            | Discord inc.             | 130 milionů uživatelů (květen 2018)                                        |
| Facebook Messenger | Facebook                 | 1200 milionů uživatelů (duben 2017)                                        |
| iMessage           | Apple                    | 140 milionů uživatelů (červen 2012)                                        |
| Kik Messenger      | Kik Interactive          | 300 milionů uživatelů (květen 2016)                                        |
| Line               | Naver Corporation        | 217 milionů uživatelů (2016)                                               |
| Skype              | Microsoft Corporation    | 560 milionů uživatelů (duben 2010), 34 milionů současně online (únor 2012) |
| Snapchat           | Snap Inc.                | 301 milionů uživatelů (2016)                                               |
| Telegram           | Telegram Messenger LLP   | 200 milionů uživatelů (březen 2018)                                        |
| WeChat             | Tencent Holdings Limited | 889 milionů uživatelů (2016)                                               |
| WhatsApp           | Facebook                 | 1200 milionů uživatelů (leden 2017)                                        |

Mezi další populární aktivní IM klienty patří BlackBerry Messenger, ICQ a protokol XMPP.

## Popis některých IM klientů
| Služba            | Popis |
| ----------------- | --- |
| Jami (dříve Ring) | Sovbodný software, mutiplatformní, šifrování, decentralizovaný (openDHT -P2P) text, video, konference, přenos souborů SIP. |
| Tox               | Svobodný software, mutiplatformní, šifrování, text, video, konference, soubory, přehled klientů a platformy. |
| Digsby            | Multiplatformní a multi-protokolový open-source IM klient. Podporuje i ovládání e-mailových schránek a přijímá upozornění ze sociálních sítí MySpace, Facebook a Twitter. Byl vydán pod proprietární licencí a je volně ke stažení. Pro používání Digsby je potřeba se zaregistrovat - buď při instalaci nebo přes webové rozhraní. Výhoda je, že při další instalaci si nastavení načítá ze serveru a není tedy třeba pokaždé nastavovat všechny IM/emaily/sociální sítě. |
| ICQ               | Originální ICQ klient pro Microsoft Windows, který obsahuje mnoho reklam a neposkytuje téměř žádné rozšíření. Jednoduchý na nastavení, ale mnoho uživatelů od něj upustilo. |
| QIP               | IM klient ruské výroby pro Microsoft Windows, který umožňuje připojení pouze do sítě ICQ. Jednoduchý, přehledný, nepodporující rozšíření. |
| QIP Infium        | Vylepšená verze QIPa, která je lépe graficky zpracovaná, podporuje více protokolů a rozšíření pomocí pluginů. Obsahuje podporu protokolů ICQ, Google Talk, IRC, XMPP (Jabber) a další. |
| Pidgin            | Multi-platformní a multi-protokolový open-source IM klient. Je podporován operačními systémy Microsoft Windows, Linux a MacOS. Obsahuje podporu protokolů AIM, Bonjour, Gadu-Gadu, Google Talk, GroupWise, ICQ, IRC, MSN, MXit, SILC, SIMPLE, Sametime, XMPP (Jabber), Yahoo! a Zephyr. |
| Miranda           | Multi-protokolový IM klient pro Microsoft Windows navržený tak, aby byl výkonný a snadno použitelný. Je plně rozšiřitelný pomocí pluginů, jak co se týče funkcí, tak protokolů - podpora ICQ, Facebook Chat, Skype, AIM, MSN, XMPP, Yahoo, Gadu-Gadu, Tlen, Netsend a mnoho dalších. Miranda je také plně skinovatelná a spustitelná bez instalace odkudkoliv, např. z Dropboxu.                                                                                           |
| Thunderbird       | Mozilla Thunderbird je E-mailový a IM klient, který je určen pro Microsoft Windows, Apple macOS, Linux a další. Umožňuje chatovat pomocí protokolů Google Talk, XMPP (Jabber), IRC, Facebook Chat a Twitter Chat. Připravuje se podpora dalších IM protokolů. |
| Psi               | IM aplikace navržená pro Microsoft Windows, Apple macOS a Linux. Podporuje XMPP (Jabber), IRC, AIM, ICQ, MSN, Yahoo. |
| Element           | Svobodný software, založeno na decentralizaci umožňujícím protokolu Matrix s přemostěními do jiných sítí, mutiplatformní, šifrování, text, video, konference, soubory. Vedle tohoto referenčního klienta existuje celá řada dalších. |
| Adium             | Free IM aplikace pro Apple macOS, která se může připojit do sítí AIM, MSN, XMPP (Jabber), Yahoo, Bonjour, Gadu-Gadu, Novell Groupwise, a Lotus Sametime. |
| Trilian           | Chat klient pro Microsoft Windows, který podporuje AIM, ICQ, MSN, Yahoo Messenger, a IRC. |
| Babuki            | Chat klient pro Microsoft Windows a Apple macOS podporující Facebook Chat, MSN, AIM, Yahoo a Google Talk. |
| Jimm              | Free ICQ klient pro mobilní telefony napsaný v jazyce Java. |
| ISIM              | Uživatelsky přívětivý, jednoduchý IM s otevřeným zdrojovým kódem .NET C#. Disponující podporou Skype (+ video-hovory), Facebook Chat, Google Talk a ICQ. |